# Cauna
Cauna (gaskonsko Caunar) je naselje in občina v francoskem departmaju Landes regije Akvitanije. Naselje je leta 2009 imelo 414 prebivalcev.

## Geografija
Kraj leži v pokrajini Gaskonji 20 km jugozahodno od središča Mont-de-Marsana.

## Uprava
Občina Cauna skupaj s sosednjimi občinami Audignon, Aurice, Banos, Bas-Mauco, Coudures, Dumes, Eyres-Moncube, Fargues, Montaut, Montgaillard, Montsoué, Saint-Sever in Sarraziet sestavlja kanton Saint-Sever s sedežem v Saint-Severu. Kanton je sestavni del okrožja Mont-de-Marsan.

## Zanimivosti
- cerkev sv. Jerneja,
- grad Château de Cauna z 20 metrov visokim kvadratnim stolpom iz 13. stoletja.